# Antonio Rastrelli
Antonio Rastrelli (Portici, 15 ottobre 1927 – Napoli, 15 agosto 2019) è stato un politico italiano, sottosegretario di Stato al Tesoro nel governo Berlusconi I e presidente della Regione Campania dal 25 aprile 1995 al 23 marzo 1999.

## Biografia
Laureato in Giurisprudenza, avvocato e dirigente d'azienda, padre di cinque figli, è fratello del gesuita Massimo Rastrelli, paladino della lotta contro l'usura. Il padre, Carlo, è stato con Aurelio Padovani tra i fondatori del fascismo napoletano, Console Generale della Milizia fascista (M.V.S.N.), Commissario Prefettizio della città dell'Aquila durante la R.S.I. e, nel secondo dopoguerra, vicesindaco di Napoli nella giunta Lauro.
Suo figlio Sergio, di professione avvocato, ricopre dal 2022 la carica di senatore, eletto nelle file di Fratelli d'Italia.

### Attività politica
Iniziò a fare politica nel 1948, quando si iscrisse al Movimento Sociale Italiano, di cui presto divenne un dirigente a Napoli. Fu a lungo anche dirigente sindacale della Cisnal.
Per anni è stato consigliere provinciale e capogruppo del M.S.I. al Consiglio Comunale di Napoli, venne eletto per la prima volta senatore nel 1979. Fu rieletto nel 1983 e nel 1987, e nel  1992, restando in Senato fino al 1994. Ha fatto parte della Commissione stragi. Vice capogruppo del MSI al Senato dal 9 luglio 1987 al 22 aprile 1992.
Durante la segreteria nazionale di Pino Rauti, è stato segretario amministrativo nazionale del MSI-DN.
Alle elezioni politiche del 1994 viene candidato nel collegio uninominale di Napoli-Vomero per la Camera dei deputati, per la coalizione del Polo del Buon Governo, dove viene eletto deputato con il 45,19% dei voti. Successivamente fu nominato dal Consiglio dei Ministri Sottosegretario di Stato al Ministero del Tesoro del primo governo Berlusconi.
Nel gennaio 1995 aderì alla svolta di Fiuggi dal MSI ad Alleanza Nazionale e si candidò per l'elezione diretta alla presidenza della Regione Campania e, sostenuto da una coalizione di centrodestra, riuscì a vincere con il 47,86%, superando il candidato del centrosinistra Giovanni Vacca che ebbe il 39,30%, e dimettendosi da deputato.
Nel 1999, dopo quattro anni, la maggioranza da lui formata prima è stata però decimata da svariati episodi di trasformismo politico, che portarono ad un "ribaltone" politico in consiglio regionale. In seguito ad esso Rastrelli fu costretto alle dimissioni, e il suo posto fu preso da Andrea Losco, esponente mastelliano.
Alle elezioni regionali del 2000 si candidò per un nuovo mandato alla presidenza della Campania, ma venne sconfitto dal candidato del centrosinistra Antonio Bassolino (Rastrelli ottenne il 41,4% dei voti), divenendo consigliere regionale.
Nel 2001 si dimise dal Consiglio regionale della Campania, in quanto eletto, all'unanimità dal Parlamento e su indicazione del Presidente della Repubblica Carlo Azeglio Ciampi, membro laico del Consiglio di presidenza della giustizia amministrativa, carica ricoperta fino al 2006.
Nel novembre del 2007 ufficializzò il suo passaggio alla nuova formazione politica La Destra, guidata da Francesco Storace. Dopo anni di silenzio è tornato a parlare del futuro di Napoli il 16 aprile 2011, in occasione della presentazione del decalogo per i candidati a Sindaco, organizzata dalla Fondazione Valenzi.
Muore a Napoli il 15 agosto 2019 all'età di 91 anni.